# LETM1
Cremallera de leucina-EF-mano que contiene la proteína transmembrana 1 es una proteína que en humanos está codificada por el gen LETM1 .

## Estructura
La proteína LETM1 tiene un dominio transmembrana y un sitio de fosforilación de caseína quinasa 2 y proteína quinasa C.  El gen LETM1 se expresa en las mitocondrias de muchos eucariotas, lo que indica que se trata de una proteína mitocondrial conservada..

## Función
LETM1 es una proteína eucariota que se expresa en la membrana interna de las mitocondrias. Se ha interpretado que los experimentos realizados con células humanas indican que funciona como un componente de un antiportador Ca <sup id="mwLg">2+</sup> / H + . Se ha interpretado que los resultados experimentales con células de levadura sugieren que LETM1 funciona como un componente de un antiportador K <sup id="mwNg">+</sup> / H + . Se ha demostrado que la proteína LETM1 de Drosophila melanogaster sustituye funcionalmente a la función antiportadora K + / H + en células de levadura.

## Relevancia clínica
Se cree que la deleción de LETM1 está involucrada en el desarrollo del síndrome de Wolf-Hirschhorn en humanos .